# Чампаки
Чампаки (исп. Champaquí) — самая высокая точка аргентинской провинции Кордова, находящаяся на западе провинции в массиве Сьерра-де-Кордова и имеющая высоту 2790 м над уровнем моря.
Западные склоны горы крутые, восточные более пологие. Вблизи вершины Чампаки находится небольшое озеро, от которого происходит название горы, которая с индейской языка комечингон переводится как «вода на вершине».
Чампаки является памятником природы Аргентины.

## Ссылка
- Сайт о Чампаки (исп.)